# باغ مشیر
مجموعهٔ باغ مشیر مربوط به دوره قاجار است و در یزد، خیابان انقلاب، کوی امیرآباد، کوچه باغ مشیر واقع شده و این اثر در تاریخ ۱۷ اسفند ۱۳۸۱ با شمارهٔ ثبت ۷۷۷۸ به‌عنوان یکی از آثار ملی ایران به ثبت رسیده است.